# Stephen Barclay
Pour les articles homonymes, voir Barclay.
Stephen Paul Barclay, né le 3 mai 1972 à Lytham St Annes (Lancashire), est un homme politique britannique, membre du Parti conservateur. 
Il est secrétaire d'État à la Sortie de l'Union européenne du 16 novembre 2018 au 31 janvier 2020 dans le second gouvernement de Theresa May et le premier gouvernement de Boris Johnson.
Il siège à la Chambre des communes du Royaume-Uni depuis le 6 mai 2010 pour North East Cambridgeshire.
Il est secrétaire d'État à l'Environnement, à l'Alimentation et aux Affaires rurales de novembre 2023 à juillet 2024.

## Jeunesse et formation
Barclay est le plus jeune de trois frères. Son père est un syndicaliste et sa mère travaille dans le service civil.
Il grandit dans le Lancashire et fait ses études à l'école King Edward VII, une école indépendante à Lytham St Annes. Après avoir terminé ses niveaux, il rejoint l'armée à l'Académie royale militaire de Sandhurst et sert comme deuxième lieutenant du Régiment Royal des Fusiliers pendant cinq mois. Après cela, il étudie l'histoire à la Peterhouse de l'université de Cambridge puis à la faculté de droit de l'université de Chester, obtenant la qualification d'avocat en 1998.

## Carrière

### Professionnelle
Il termine la formation comme stagiaires en droit dans un grand cabinet d'avocats de Londres, avant de travailler dans des entreprises, comme Guardian Royal Exchange, Axa Assurance, l'Autorité des services financiers, ainsi que Barclays, où il est responsable de la lutte contre le blanchiment d'argent avant d'être élu au Parlement.

### Parlementaire
En 1994, Stephen Barclay rejoint le Parti conservateur, après avoir quitté l'université. Il est membre de la Conservative A-List et est deux fois candidat aux élections législatives, à Manchester Blackley en 1997 et Lancaster and Wyre en 2001, perdant à chaque fois.
En 2007, il s'occupe de l'organisation du dîner politique du Carlton, qui lève des fonds pour le Parti conservateur. Il est investi en janvier 2008 afin de remplacer le sortant de la circonscription de North East Cambridgeshire, Malcolm Moss. En mai 2010, il est élu lors des élections législatives avec une majorité de 16 425 voix.
Après l'élection au Parlement il est bientôt élu par ses collègues députés comme membre du Comité des comptes publics, qui examine les dépenses du gouvernement.

### Ministérielle
Le 14 juin 2017, il est nommé secrétaire économique du Trésor puis le 8 janvier 2018 ministre d'État à la Santé et enfin secrétaire d'État à la Sortie de l'Union européenne le 16 novembre 2018 à la suite de la démission de Dominic Raab. Il est reconduit à ce poste le 24 juillet 2019 dans le gouvernement Johnson.
Le 18 août 2019, il signe le décret d'abrogation de l'Acte du Parlement de 1972 qui ratifie l'adhésion du Royaume-Uni à la Communauté économique européenne, ce qui permet aux réglementations européennes d’être transposées dans le droit britannique. Le décret met donc fin à l'application de toute loi de l'UE au Royaume-Uni à partir du 31 octobre 2019.
Il démissionne de son poste de secrétaire d'État à la Sortie de l'Union européenne le 31 janvier 2020 une fois le Brexit effectif et son département d’État fermé.
Le 15 septembre 2021, Stephe Barclay succède à Michael Gove au poste de chancelier du duché de Lancastre et de ministre du Cabinet. À ce titre, il est le supérieur de Sue Gray, chargée en décembre 2021 de l'enquête sur les fêtes de Noël et les autres rassemblements ayant eu lieu au 10 Downing Street. Il devient ministre de la Santé le 25 octobre 2022 dans le gouvernement Sunak.